# Tartu
Tartu (dříve známé též pod německým a švédským názvem Dorpat, pod ruskými jmény Дерпт (Děrpt) či Юрьев (Jurjev), nebo také přes staroestonštinu a latinu vytvořeným Tarbat) je druhé největší město Estonska. Žije zde přibližně 98 tisíc obyvatel. Na rozdíl od estonského politického a finančního centra Tallinnu je Tartu často považováno za centrum vzdělanosti a kultury. Sídlí zde nejstarší a nejslavnější estonská univerzita. Tartu se nachází ve vnitrozemí Estonska, přibližně 180 km na jihovýchod od Tallinnu, a je považováno za centrum celého jihovýchodního Estonska. Město protíná řeka Emajõgi, která spojuje dvě největší estonská jezera.
Po reformě územněsprávního dělení Estonska v roce 2017 je dnes součástí statutárního města Tartu i několik okolních menších sídel: městyse Ilmatsalu, Märja a vesnice Haage, Ilmatsalu, Kandiküla, Kardla, Pihva, Rahinge, Rõhu, Tähtvere, Tüki a Vorbuse.

## Dějiny

### Počátky
Archeologické nálezy datují první osídlení v oblasti nynějšího Tartu do 5. století našeho letopočtu. V 7. století je doložena existence dřevěného opevnění na východní straně centrálního návrší Toomemägi.
První písemná zmínka týkající se tohoto sídliště se objevila v roce 1030 v kronikách Kyjevské Rusi. V tomto roce byla kyjevským knížetem Jaroslavem I. Moudrým vypálena původní dřevěná pevnost Estů, která nesla jméno Tarbatu, a na jejím místě vystavěna kamenná pevnost, která byla nazvána Jurjev. Stala se ruským opěrným bodem v kraji Ugandi a střediskem výběru daní. Estové a Rusové sváděli o toto strategicky důležité místo časté boje, během nichž pevnost změnila několikrát svého vlastníka. Roku 1061 byl Jurjev podle dochovalých záznamů vypálen Estonci (v ruských pramenech označováni jako Čuď).

### Německé Tartu
V roce 1224 dobyli Jurjev rytíři Řádu mečových bratří, kteří expandovali ve východním Pobaltí. Původní staroestonský název města Tarbatu byl v němčině adaptován jako Dorpat, případně též Derpt. Pod vládou křižáků se Tartu stalo v pozdním středověku důležitým obchodním centrem. Bylo členem hanzy a sídlem biskupství. Tak jako v celém Livonsku byla i zde městská elita převážně německá. Tito tzv. literati dominovali městské kultuře, náboženskému životu, školství a politice až do konce 19. století. Německého původu bylo mnoho, ne-li většina studentů a 90 % učitelů tarbatských škol.

### Pod polskou a švédskou nadvládou
V 16. století přešlo Livonsko a s ním i Tartu pod nadvládu Polska. V roce 1583 bylo ve městě ustaveno jezuitské akademické gymnázium. Kromě toho v Tartu vznikl i překladatelský seminář a město obdrželo od polského krále Štěpána Bátoryho i svou červeno-bílou zástavu.
Po vypuknutí švédsko-polské války byla činnost akademického gymnázia a semináře roku 1601 pozastavena. Vzhledem k porážce Polska připadlo Tartu Švédsku. Činnost akademického gymnázia byla obnovena v roce 1630, ovšem už v roce 1632 bylo gymnázium výnosem švédského krále Gustava II. Adolfa přeměněno na univerzitu.

### Tartu součástí carského Ruska
Po podpisu Nystadské smlouvy v roce 1721 připadlo město Ruskému impériu a bylo dále oficiálně označováno poruštěným německým jménem Děrpt. Během 18. století padlo mnoho středověkých památek za oběť požárům a město bylo obnoveno v pozdně barokním a neoklasickém stylu. Během druhé poloviny 19. století, v době národního obrození, se Tartu stalo významným estonským kulturním centrem. Město bylo v roce 1869 dějištěm První estonské všeobecné pěvecké slavnosti (Esimene eesti üldlaulupidu). Roku 1870 zde bylo založeno divadlo Vanemuine, první divadelní soubor hrající v estonštině, a roku 1872 se zde sešlo i ustavující shromáždění Svazu estonských spisovatelů.

V roce 1893 se město v rámci posílené carské politiky rusifikace oficiálně vrátilo ke staršímu ruskému jménu Jurjev. Roku 1895 došlo dokonce ke změně vyučovacího jazyka na univerzitě na ruštinu.

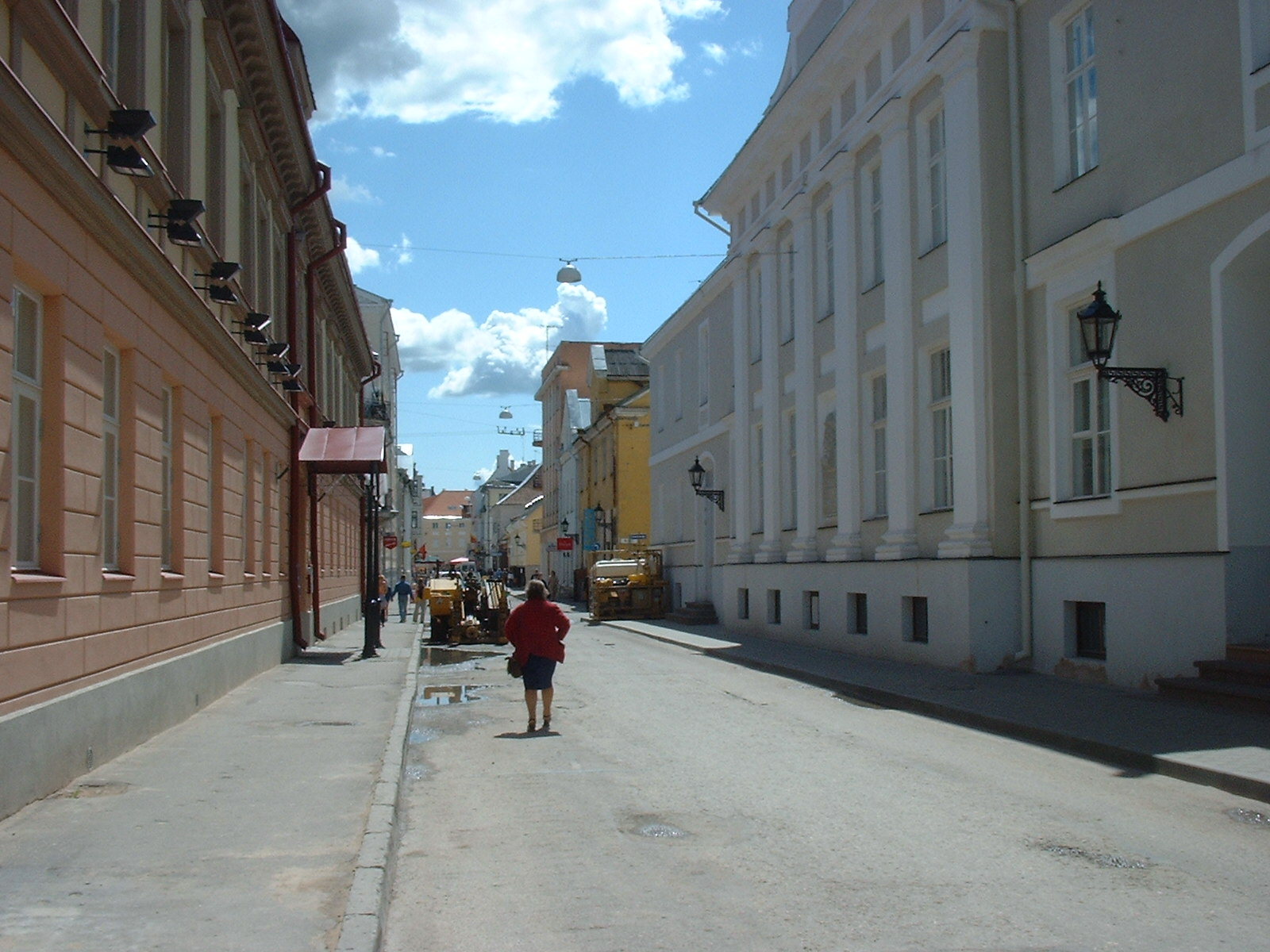
Obrázek z ulic Tartu

### První Estonská republika
Političtí představitelé Estonců využili chaosu konce první světové války v roce 1918 k vyhlášení samostatné Estonské republiky. Sovětské Rusko se pokusilo tento vývoj zvrátit následnou invazí, ale v estonské osvobozenecké válce bylo nakonec poraženo a 2. února 1920 podepsalo v Tartu s Estonskem mírovou smlouvu, v níž se navždy vzdalo všech územních nároků vůči Estonsku.
Poruštěná univerzita byla z Tartu již v roce 1918 odsunuta do Voroněže, ale již roku 1919 bylo v Tartu obnoveno univerzitní vyučování s estonštinou jako vyučovacím jazykem. Zároveň se stal oficiálním označením města soudobý estonský název Tartu (vzniklý zkrácením původního Tarbatu).

### Sovětský vliv
Sovětský svaz však již v roce 1940 porušil tartuskou mírovou dohodu novým útokem na Estonsko, jemuž mladá republika podlehla. Po krátkém intermezzu nacistické okupace se roku 1944 vrátili do země, a tím i do Tartu, sovětští okupanti. Město utrpělo během válečných let těžké škody. Za své vzal historický Kamenný most (Kivisild) přes Emu, postavený v letech 1776–1778; most nejprve poničila ustupující ruská vojska v roce 1941 a zkázu pak dovršily boje v roce 1944.
V období sovětské okupace bylo Tartu pro cizince uzavřeným městem, neboť na předměstí ležela důležitá sovětská letecká základna (nyní se na někdejších ranvejích nachází rozlehlý autobazar). V této době se také počet obyvatel téměř zdvojnásobil z původních 57 000 na více než 100 000.

### Nezávislost
Po obnovení nezávislosti v roce 1991 se Tartu stalo opět intelektuálním a kulturním centrem Estonské republiky. Celý střed města včetně univerzity prošel rozsáhlou rekonstrukcí, která pomohla Tartu obnovit bývalou krásu.

## Vzdělání a kultura
Město je především domovem významné Tartuské univerzity, založené švédským králem Gustavem II. Adolfem roku 1632. V Tartu sídlí též Estonská zemědělská univerzita, Pobaltská vojenská akademie a estonské Ministerstvo školství a výzkumu. Své sídlo má ve městě i Nejvyšší soud, obnovený roku 1993, a Estonský národní archiv.

## Památky

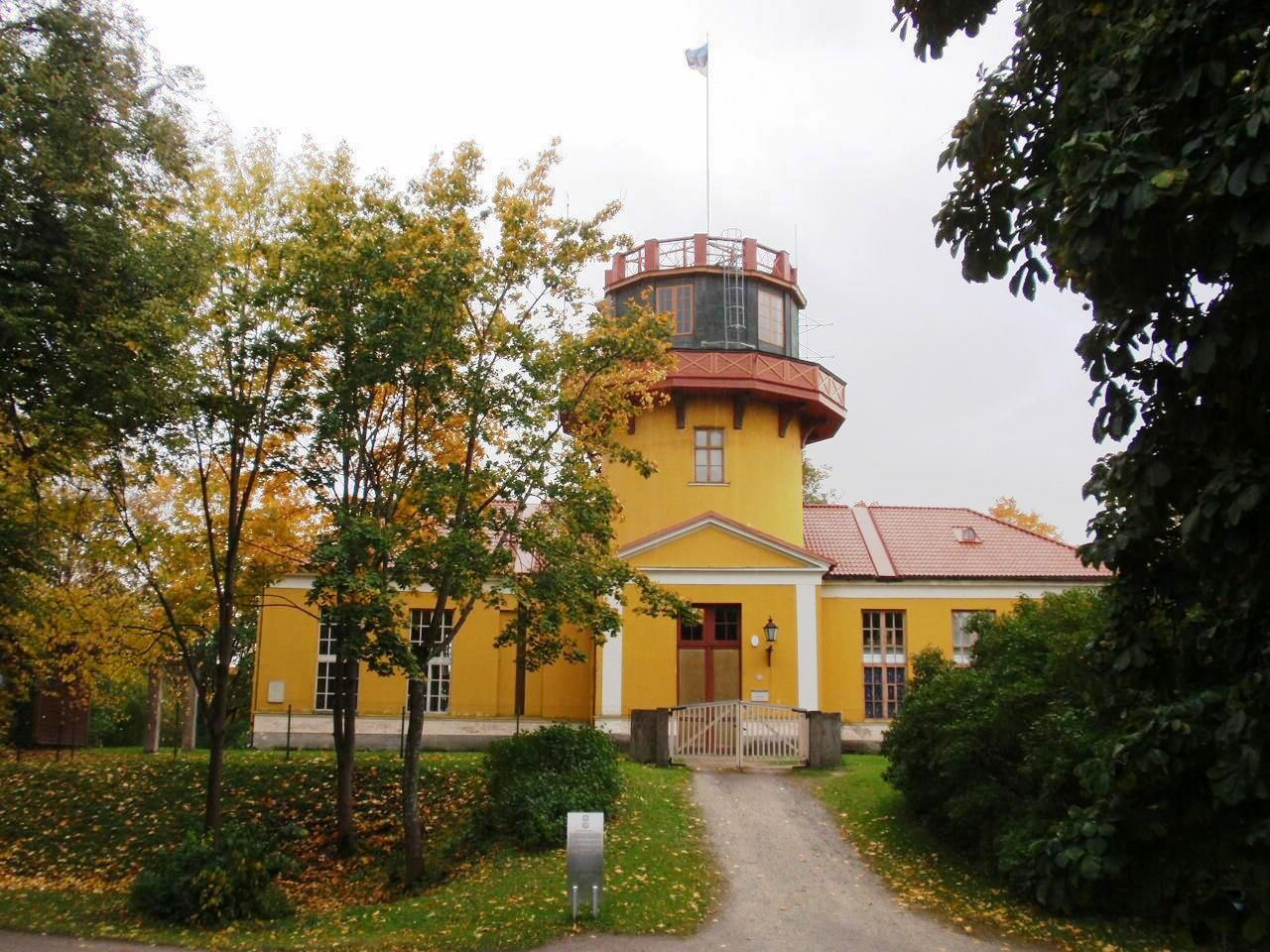
Stará observatoř

Většina památek v historickém středu města pochází z období před získáním nezávislosti, kdy vyšší a střední třídu tvořilo převážně německy mluvící obyvatelstvo. Nejvýznamnějšími pamětihodnostmi jsou luteránský kostel svatého Jana (Johanneskirche či Jaani kirik), městská radnice z 18. století, budova univerzity, zbytky katedrály z 13. století, botanická zahrada, hlavní nákupní třída a budovy v okolí radničního náměstí.
Na Staré observatoři Tartuské univerzity se nachází první zbudovaný bod Struveho geodetického oblouku, jedna ze čtyř estonských památek UNESCO.
Na předměstích převládá typická sovětská architektura z období okupace mezi roky 1944–1991. V nedávných letech bylo postaveno několik moderních výškových budov ze „skla, betonu a oceli“, avšak navzdory všem těmto změnám si centrum dokázalo uchovat svůj historický ráz.
Vzhledem k tomu, že Tartu je univerzitním městem, je místní noční život poměrně bohatý. Nachází se zde řada barů, restaurací a nočních klubů.

## Sport
Ve městě působí tým ledního hokeje Tartu Välk 494 hrající nejvyšší Estonskou ligu Meistriliiga. Jejich domovským stadionem je Astri Arena s kapacitou 600 diváků. Tartu Välk 494 vyhrál 12 krát Estonskou ligu a 2 krát Estonský pohár.

## Významní rodáci
- Leonid Kulik (1883–1942) – ruský mineralog, první výzkumník Tunguzské záhady
- Leo Metsar (1924–2010) – estonský novinář a spisovatel
- Ilon Wikland (* 1930) – švédská ilustrátorka dětských knih estonského původu
- Andrus Ansip (* 1956) – estonský politik
- Kristina Šmigun-Vähi (* 1977) – estonská běžkyně na lyžích

## Partnerská města
- Bærum, Norsko
- Deventer, Nizozemsko
- Ferrara, Itálie
- Frederiksberg, Dánsko
- Hafnarfjörður, Island
- Hämeenlinna, Finsko
- Kaunas, Litva
- Lüneburg, Německo
- Pskov, Rusko
- Riga, Lotyšsko
- Salisbury, Maryland, USA
- Tampere, Finsko
- Turku, Finsko
- Uppsala, Švédsko
- Veszprém, Maďarsko
- Zutphen, Nizozemsko

## Galerie

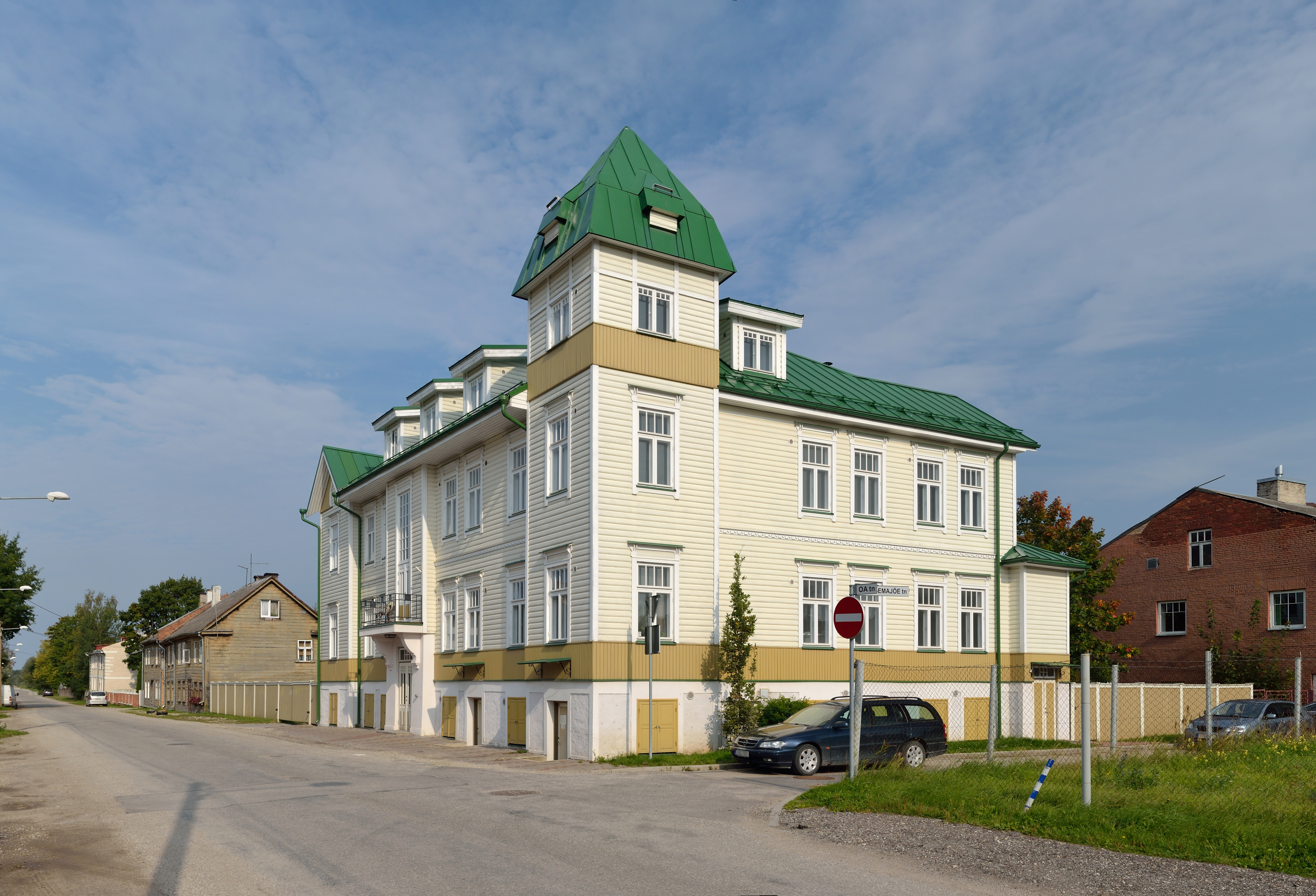
Typický tarbatský dřevěný dům
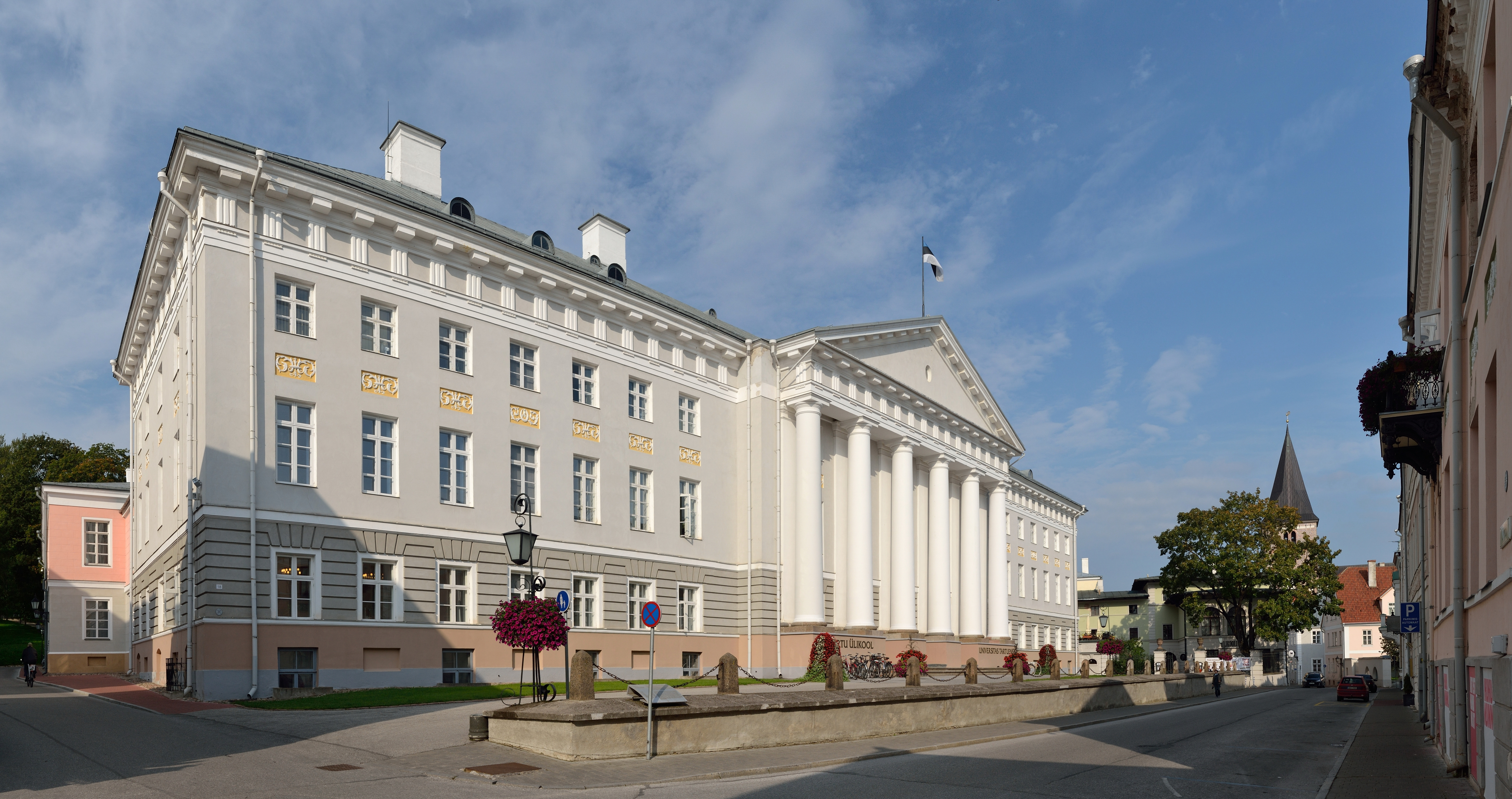
Hlavní budova univerzity
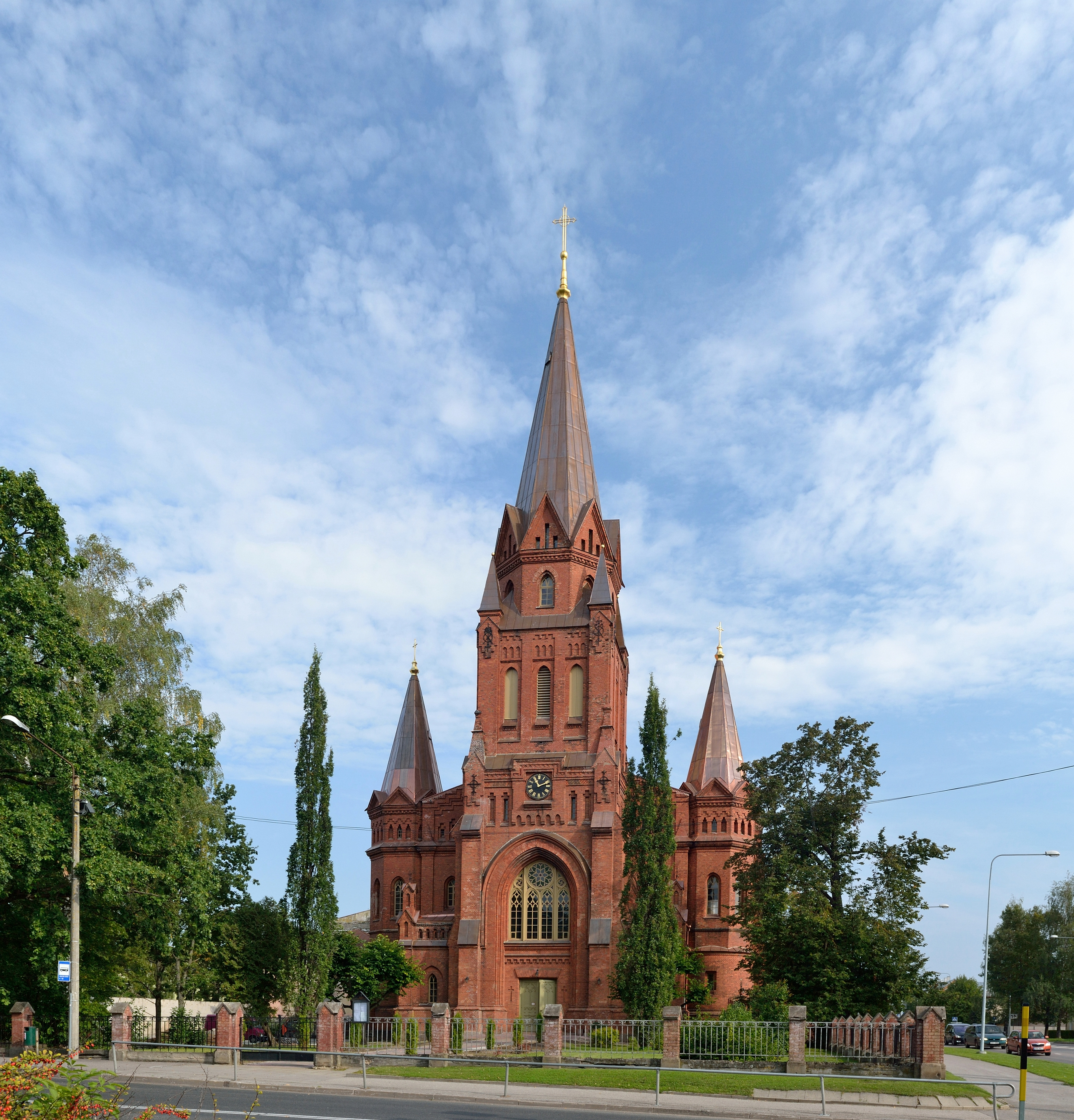
Kostel sv. Petra
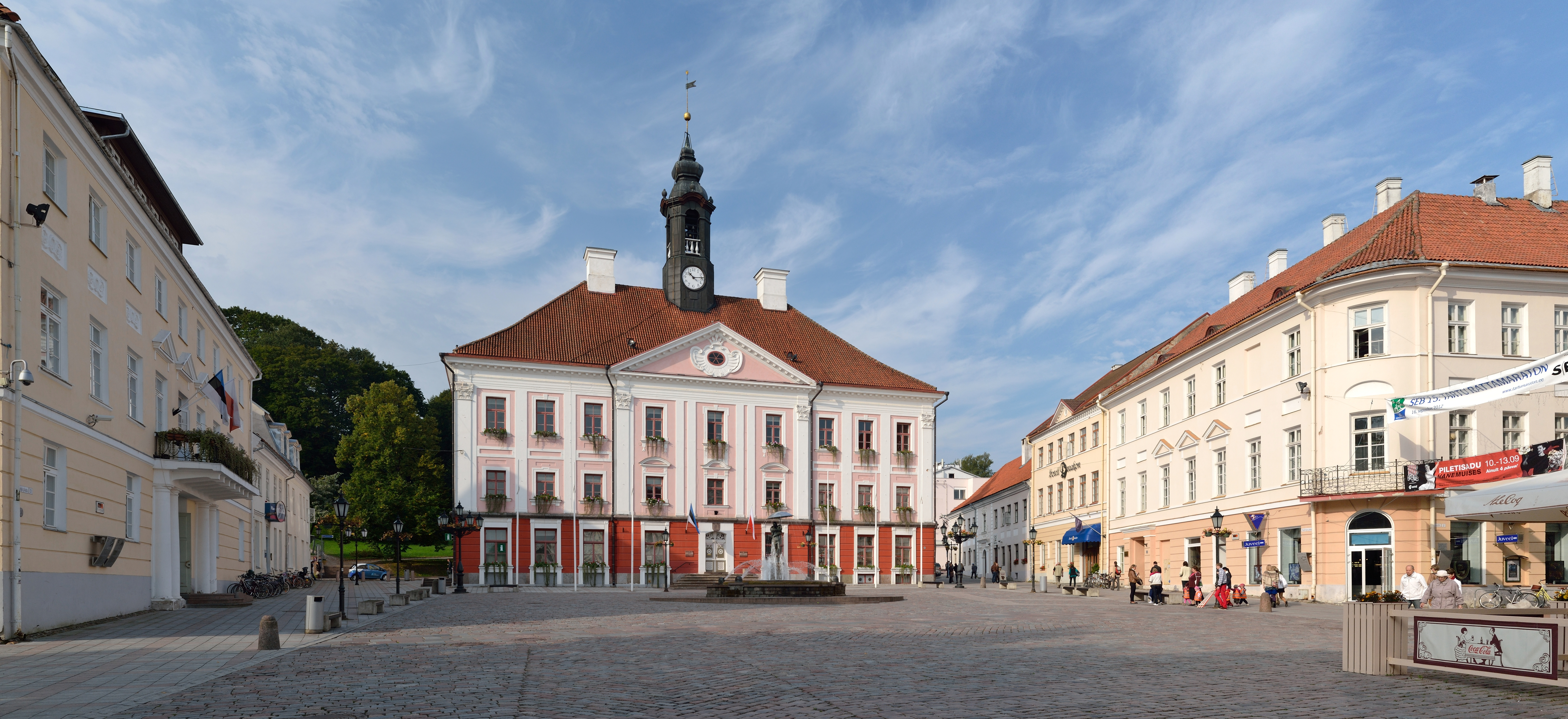
Radnice
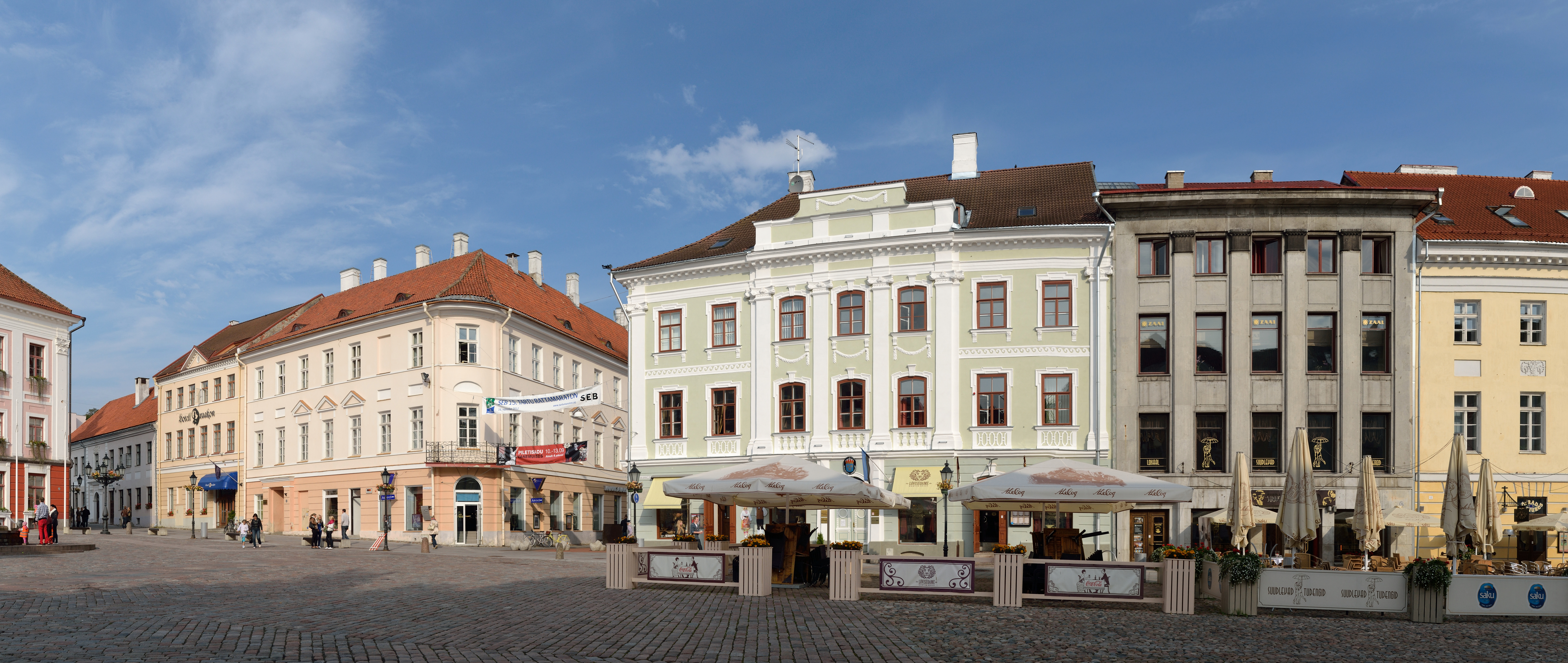
Radniční náměstí
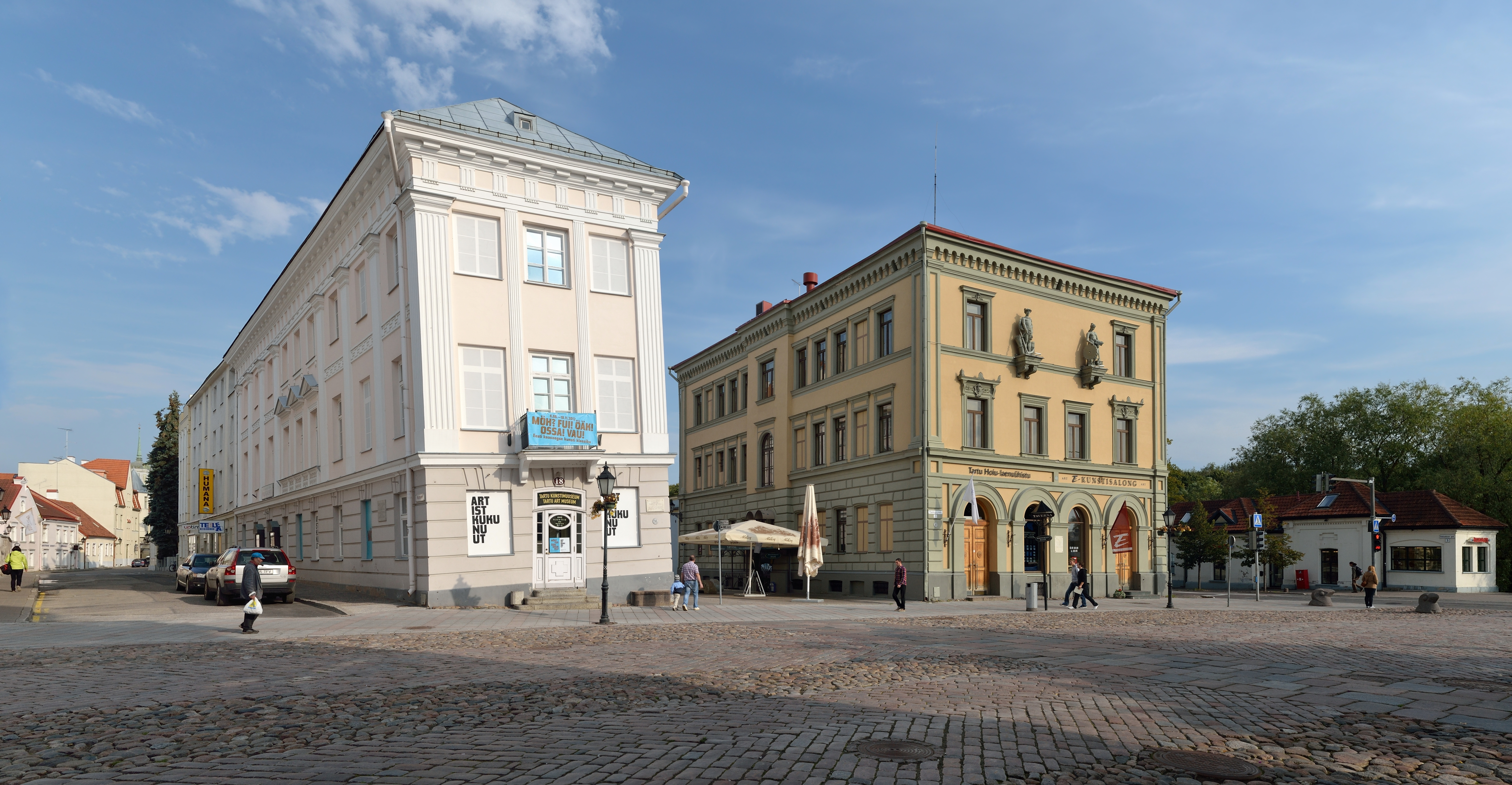
Radniční náměstí
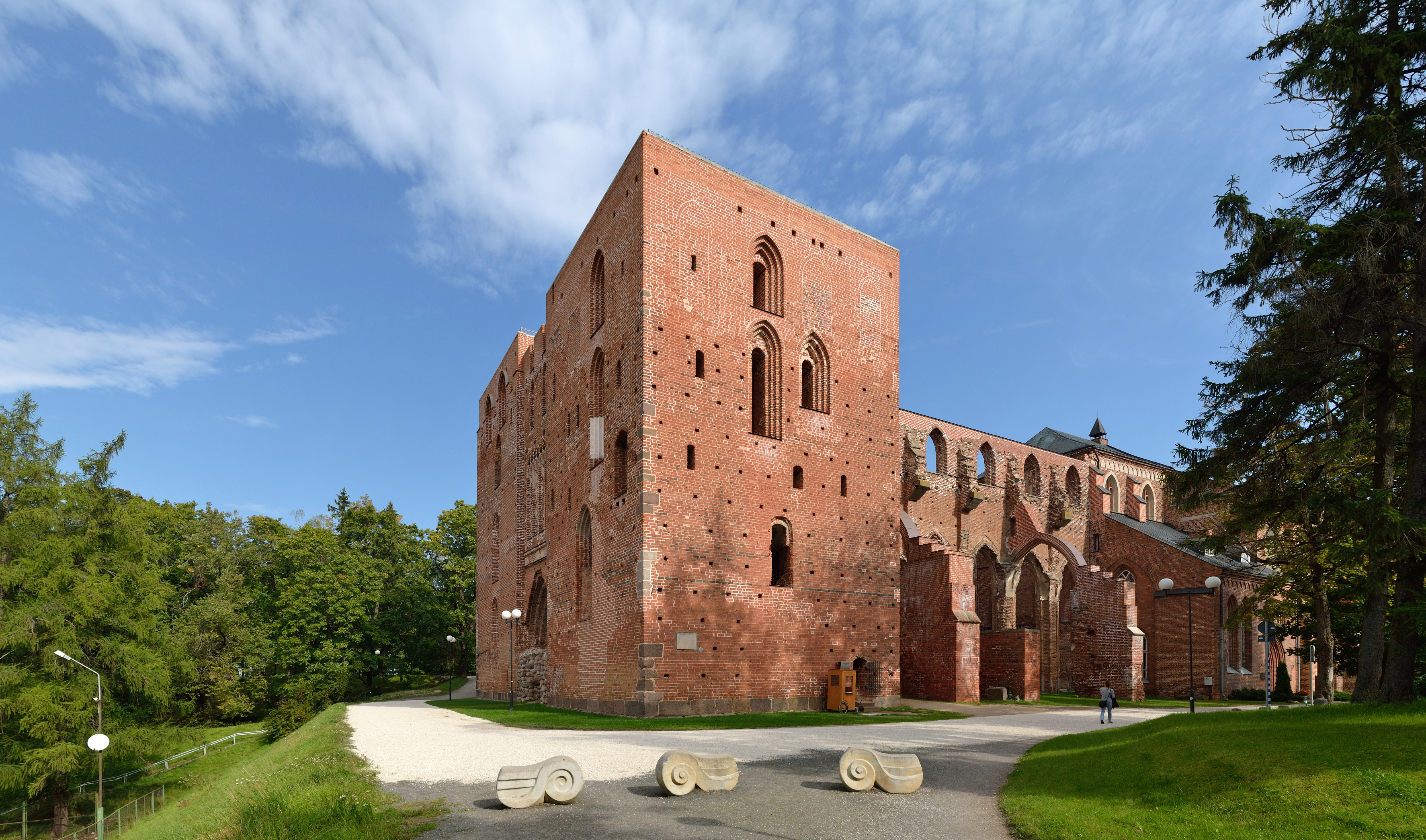
Zříceniny řádového kostela
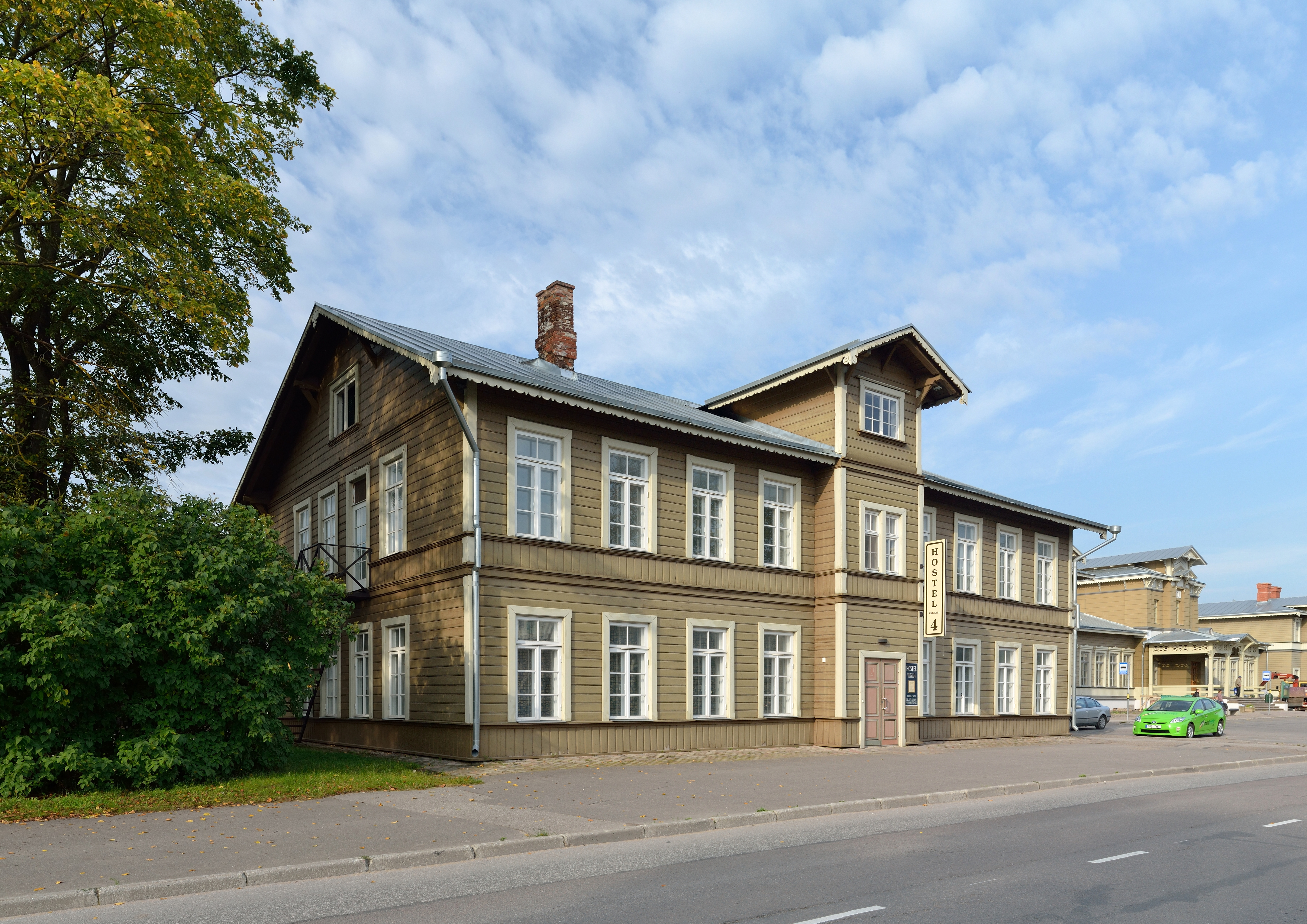
Bývalá dělnická ubytovna